# Kurt Wagner (Schauspieler)
Kurt Wagner (* 1. Mai 1953 in Saarlouis, Saarland; † 28. Dezember 2023 in Saarbrücken) war ein deutscher Drehbuchautor und Schauspieler.

## Leben und Karriere
Anfang der 1980er-Jahre wurde er bekannt in der Rolle des „Glasisch Karl“ in der 1981/1982 gedrehten ersten Staffel Heimat – Eine deutsche Chronik des Hunsrück-Epos Heimat von Edgar Reitz. Die Figur war ursprünglich nur als kleine Nebenrolle geplant, doch während der Dreharbeiten entschied sich Reitz, sie zu einer Hauptrolle zu machen, da Wagner „bestens zum Dorforiginal geeignet war und wie ein Conferencier durch die Spielfilmhandlung führen konnte“ und weil er den moselfränkischen Dialekt beherrschte. Wagner sprach in seiner Rolle ausschließlich Dialekt.
Vor seiner Hauptrolle in Heimat war Wagner Leiter seines eigenen Laientheaters und verfügte über Schauspielerfahrung in Film und Fernsehen. Anfang der 1980er Jahre trat er in zwei Folgen der Fernsehreihe Mundart um sechs (Autor: Alfred Gulden) des Saarländischen Rundfunks (SR) auf. Nach 1984 arbeitete er als freier Hörfunkmoderator beim Kinder- und Jugendfunk des SR. Von 1990 bis 2016 spielte er Nebenrollen in drei vom SR produzierten Folgen des Tatort. Ferner trat er in der Fernsehserie Die Gerichtsreporterin (1994) und in neun Folgen der Kinderfernsehserie Nußknacker – Ein Fall für Drei auf, zu der er auch ein eigenes Drehbuch einbrachte („Das Ding mit Muffel“).
Wagner wurde im Jahr 2005 mit dem vom Saarlouiser Altstadtförderverein verliehenen Tonton-Preis ausgezeichnet. Wagner hatte mehrere Söhne, lebte in Saarbrücken-Güdingen und war dort Inhaber einer Werbeagentur. Er starb im Dezember 2023 im Alter von 70 Jahren in Saarbrücken an einem Krebsleiden.

## Filmografie (Auswahl)
- 1981–1984: Heimat – Eine deutsche Chronik (Filmreihe)
- 1989–1991: Nußknacker – Ein Fall für Drei (Fernsehserie, 9 Folgen)
- 1990: Tatort: Blue Lady (Fernsehreihe)
- 1992: Die zweite Heimat – Chronik einer Jugend (Filmreihe)
- 1999: Tach, Herr Dokter! – Der Heinz-Becker-Film
- 2002: Tatort: Reise ins Nichts (Fernsehreihe)
- 2007: GG 19 – Deutschland in 19 Artikeln
- 2016: Tatort: Totenstille (Fernsehreihe)